# Mór Jókai
Mór Jókai de Ásva, także Maurns Jokay (ur. 18 lutego 1825 w Komárom jako Móric Ásvai Jókay, zm. 5 maja 1904 w Budapeszcie) – węgierski pisarz, parlamentarzysta (1861–1897). Jego powieści tłumaczone były na 25 języków. Nowela Saffi stała się podstawą libretta Barona cygańskiego – słynnej operetki Johanna Straussa (syna).

## Utwory
- Węgierski magnat, 1854
- Czarne diamenty
- Poruszymy z posad ziemię
- Złoty człowiek
- Biedni bogacze

## Pomnik Jókaia w Budapeszcie

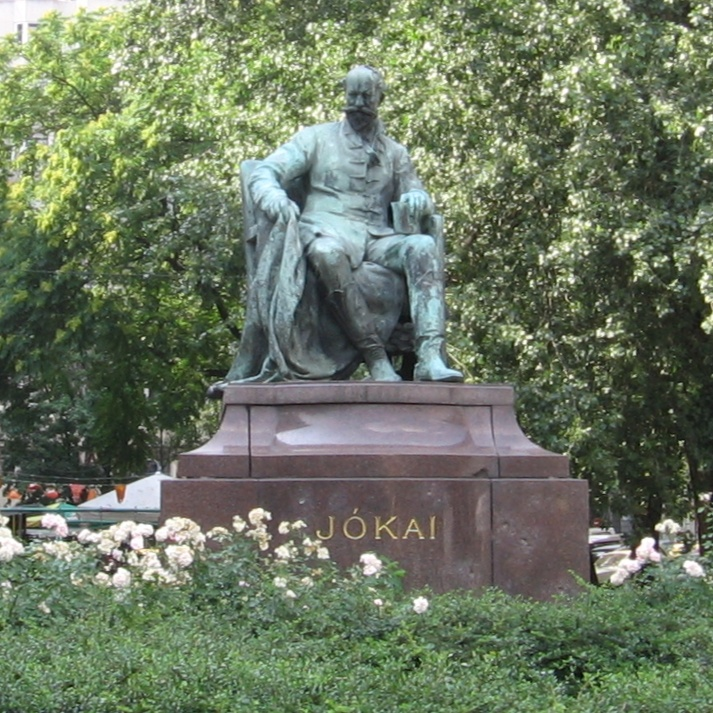
Pomnik w Budapeszcie

W Budapeszcie na placu Jókaia znajduje się pomnik pisarza wykonany z brązu przez Alajosa Stróbla, odsłonięty w 1921.